# ناومبورگ (هسن)
شهر ناومبورگ (به آلمانی: Naumburg) در ایالت هسن در کشور آلمان واقع شده‌است.